# Hürkecz István
Hürkecz István (Simonyifalva, 1952. április 5. –) műfordító.

## Életpályája
Általános iskolát és líceumot Aradon végzett (1971), a Babeș–Bolyai Egyetemen angol–francia nyelv és irodalom szakos tanári diplomát szerzett (1975). 1979-től 1981-ig Szatmárhegyen, Mezőszaván, Egeres-gyártelepen tanított angol és francia nyelvet, 1981-82 a kolozsvári szabadegyetemen japán nyelvet. 1982-ben Németországban élő családjához költözött és felvette a Streitferdt Stefan nevet. Üzemgazdasági tanulmányi után német és francia cégek beszerzési és értékesítési osztályát vezette. 1993-1996 között a budapesti Magyar Máltai Szeretetszolgálat és az ENSZ Menekültügyi Főbiztosság közös menekültügyi akcióit koordinálta. 2004-ben visszaköltözött Németországba. A Henkel AG & Co. KGaA düsseldorfi központjában átszervezési projekteket irányított, a bécsi Henkel Central East Europe Academy és a Microsoft megbízásában értékesítési, stressz-kommunikációs és konfliktuskezelési tréningeket fejlesztett ki és tartott számos európai, ázsiai, afrikai és ausztráliai városban. 2009-ben  az Egyesült Államokba telepedett át.[forrás?]
Első írását az Ifjúmunkás közölte (1969). Angolból, franciából és japánból fordított versei és prózai írásai az Igaz Szó, Utunk, Korunk hasábjain jelentek meg. Tevékeny részt vett a Stúdió '51 művészi csoport munkájában, az Echinox és Fellegvár munkatársa.

## Kötetben közölt fordításai
- Stéphane Sarkany: Az irodalomelmélet mint társadalomtudomány (franciából Csehi Gyulával, Korunk Évkönyv 1979), Hürkecz István néven
- Mori Ógai: Kacagó szerzetesek (elbeszélés, japánból, Hürkecz István néven), A vadlúd c. kötetben, Európa Könyvkiadó, Budapest, 1983
- Inoue Jaszusi: A vadászpuska és Azáleák a Hira-hegyen (kisregények, japánból, Simonyi István néven) az Utazás A Fudaraku-Paradicsomba c. kötetben, Európa Könyvkiadó Budapest,1986
- Dadzai Oszamu: Hanyatló nap, (regény, japánból, Simonyi István néven) Európa Könyvkiadó, Budapest, 1987

Angolra fordította Kocsis István A korona aranyból van c. drámáját (kéziratban).

## Idegen nyelvű művei
- Stefan Streitferdt néven németül írt "Jetzt (nur noch) Wunschkinder" című könyvét magyarul a Biográf Kiadó jelentette meg 1994-ben "Bébikontroll" címen.
- Stefan Streitferdt néven  angol nyelven "From Pain to Pleasure: The Proven Pathway to Happiness" címen írt és jelentett meg könyvet 2010-ben Epikurosz filozófiájának gyakorlati alkalmazásáról.

## További irodalom
- Beszélgetés az életről. Válaszol Hürkecz István Kérdez: Szőcs Géza. Igazság 1979. jan. 20.